# Jan Goddefroy
Jan Jozef Goddefroy (Brugge, 29 januari 1827 - 29 januari 1897) was een Vlaams schrijver.

## Levensloop
Goddefroy werd geboren als de natuurlijke zoon van de kantwerkster Maria Goddefroy (1790-1854). Hij genoot onderwijs in een van de lagere Brugse stadsscholen. Beroepshalve werd hij letterzetter en werkte vele jaren voor de drukkers Bogaert, onder meer voor de uitgever van de Impartial de Bruges.
Hij trouwde met Ameliana Staelens (1825-1857) en vervolgens met Sophie Vermeersch. Hij had een dochter uit het eerste huwelijk, Emilie Sophie (1852-1872).
Goddefroy behoorde tot de literaire kringen die zich als volksmaatschappijen of rederijkerskamers in Brugge ontwikkelden en werd gedurende een relatief korte periode een productief auteur van gedichten, vertellingen en toneelstukken. De meeste van zijn publicaties werden plaatselijk door literaire verenigingen bekroond.

## Publicaties
- De Burgermoed, 1851.
- De Ysbaen, dichtwerk, 1851.
- Nanna en Lodewijk, romantische zedeschets, 1853.
- Bertha of moed en heldendaed, vaderlands zangspel in twee bedrijven, muziek door de Brugse stadsbeiaardier en orgelist Louis Hubené, 1853.
- Lofrede op Jacob van Oost, 1853.
- Schipbreuk van de Antigone, 1855.
- Onze voorouders, dichtwerk, 1856.
- Wantje, blijspel, 1857.
- De heldentijdvakken der geschiedenis van Vlaanderen, 1858.